# Kainach (Wiesent)
Die Kainach ist ein etwa 4 km langer Bach im Landkreis Bayreuth in Bayern, der in der Stadt Hollfeld von links und Norden in die obere Wiesent mündet. Zusammen mit ihrem Hauptstrang-Oberlauf Schwalbach erreicht sie eine Länge von etwa 13 km.

## Name
Der Bach tritt im Jahr 410 (an der Keynach) erstmals urkundlich in Erscheinung. Der Name könnte von althochdeutsch *Kīnaha ‚Bach in einer schmalen Geländevertiefung‘ abstammen. Eine zweite Deutungsmöglichkeit wäre eine slawische Ableitung von chojъna(-rěka) für 'Reisig, Nadelbaum-Bach', dem zusätzlich ein germanisches -aha angefügt wurde.

## Geographie

### Verlauf
Die Kainach entsteht aus dem Zusammenfluss der linken, aus Nordnordosten kommenden Schwalbachs und des kürzeren, von Nordnordwesten nahenden Kaiserbachs in Kainach. Ihre Oberlauftäler, besonders das des Kaiserbachs, führen erst recht weit unten Wasser. Von Kainach an zieht die Kainach in windungsreichem Mäanderlauf in ihrem an den Hängen von Wald bestandenen Kerbsohlental südwärts, ohne dabei noch größere Zuflüsse aufzunehmen. Im Ortsinneren von Hollfeld kehrt sie sich für nur noch ein kurzes Unterlaufstück nach Südwesten und mündet dann neben der Brücke der Forchheimer Straße (St 2189) etwa 4,0 km unterhalb ihres Zusammenflusses von links in die obere Wiesent.
Zusammen mit der Schwalbach ist die Kainach etwa 13,0 km lang, jedenfalls wenn man diese von ihrer höchsten Quelle an der Anschlussstelle Schirradorf der A 70 an rechnet; auf den ersten etwa anderthalb Kilometern neben der Autobahntrasse durchs Fuchsteichtal, ein Nebental des viel längeren Trockentals vom Heidelknock im Norden, bis kurz vor Wonsees-Schirradorf führt diese jedoch oft kein Wasser.

### Einzugsgebiet
Das 60,5 km² große Einzugsgebiet der Kainach liegt in der Fränkischen Schweiz in der nördlichen Frankenalb. Es grenzt im Nordwesten an das des Weismains, im Nordosten an das des Friesenbachs; im Südosten entwässern der Erbach, der in die Lochau mündet, sowie diese selbst das Gebiet jenseits der Wasserscheide zur Wiesent unterhalb, im Südwesten die recht nahe der Kainach fließende und sie aufnehmende Wiesent. Die höchste Erhebung Heidelknock (537 m ü. NHN) liegt an der Nordspitze bei Kasendorf-Zultendorf im Nachbarlandkreis Kulmbach, der einen großen Teil des oberen Einzugsgebietes umfasst.
Das Einzugsgebiet ist geprägt durch den stark verkarsteten Oberjura-Kalk im Untergrund und zeigt deshalb lange, ganz wasserlose Obertäler; kurz vor Hollfeld liegt an der Talflanke das Geotop Käthelesteinhöhle, eine Halbhöhle mit Felstor. Das Tal der Kainach selbst und das ihres Hauptoberlaufs Schwalbach liegen im Naturpark Fränkische Schweiz-Veldensteiner Forst und größtenteils im Landschaftsschutzgebiet Fränkische Schweiz – Veldensteiner Forst.

### Flusssystem Wiesent
- Fließgewässer im Flusssystem Wiesent

### Orte
Die Kainach fließt durch folgende Orte:
- Kainach
- Hollfeld

### BayernAtlas („BA“)
Amtliche Online-Gewässerkarte mit passendem Ausschnitt und den hier benutzten Layern: Lauf und Einzugsgebiet der Kainach ab Hollfeld

Allgemeiner Einstieg ohne Voreinstellungen und Layer: BayernAtlas der Bayerischen Staatsregierung (Hinweise)
1. 1 2 3  Höhe abgefragt auf dem Hintergrundlayer Amtliche Karte (Rechtsklick).
2. ↑  Länge abgemessen auf dem Hintergrundlayer Amtliche Karte.
3. ↑  Geologie nach dem Layer Geologischen Karte 1:500.000.

### Gewässerverzeichnis Bayern („GV“)
1. ↑  Länge nach: Verzeichnis der Bach- und Flussgebiete in Bayern – Flussgebiet Main, Seite 50 des Bayerischen Landesamtes für Umwelt, Stand 2016 (PDF; 3,3 MB)
2. ↑  Einzugsgebiet nach: Verzeichnis der Bach- und Flussgebiete in Bayern – Flussgebiet Main, Seite 50 des Bayerischen Landesamtes für Umwelt, Stand 2016 (PDF; 3,3 MB)